# Kvarteret Cerberus

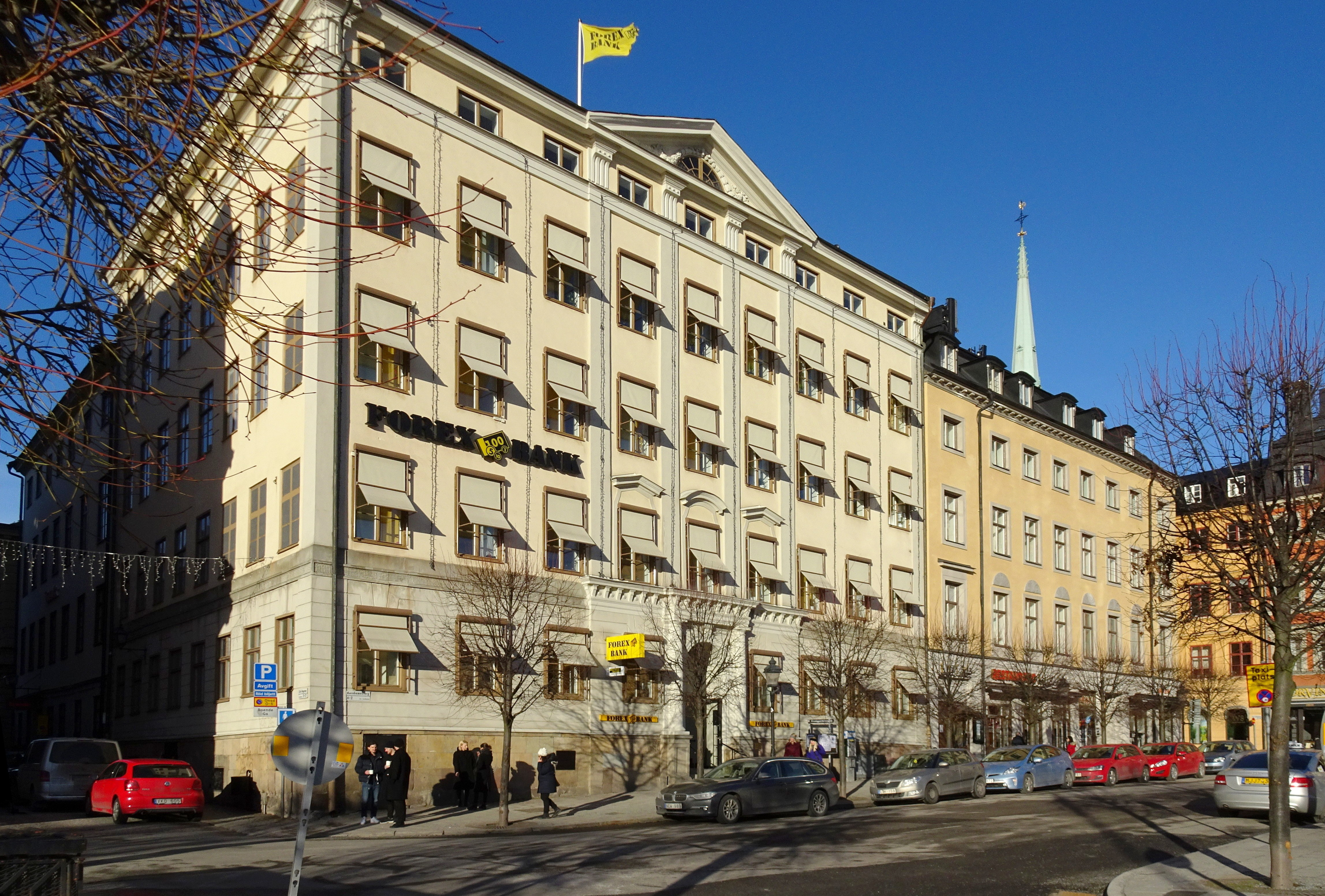
Kornhamnstorg 4 och 2 (Cerberus 2 och 1).

Kvarteret Cerberus är ett kvarter i Gamla stan i Stockholm med läge mellan Kornhamnstorg, Stora Nygatan, Lejonstedts gränd och Lilla Nygatan. Kvarteret bebyggdes under 1650-talet och består av fyra fastigheter: Cerberus 1-4.

## Namnet
Nästan samtliga kvartersnamn i Gamla stan tillkom under 1600-talets senare del och är uppkallade efter begrepp (främst gudar) ur den grekiska och romerska mytologin. Cerberus (grekiska Kerberos) var i den  grekiska mytologin den trehövdade hunden som vaktade ingången till dödsriket där Hades regerade.

## Kvarteret

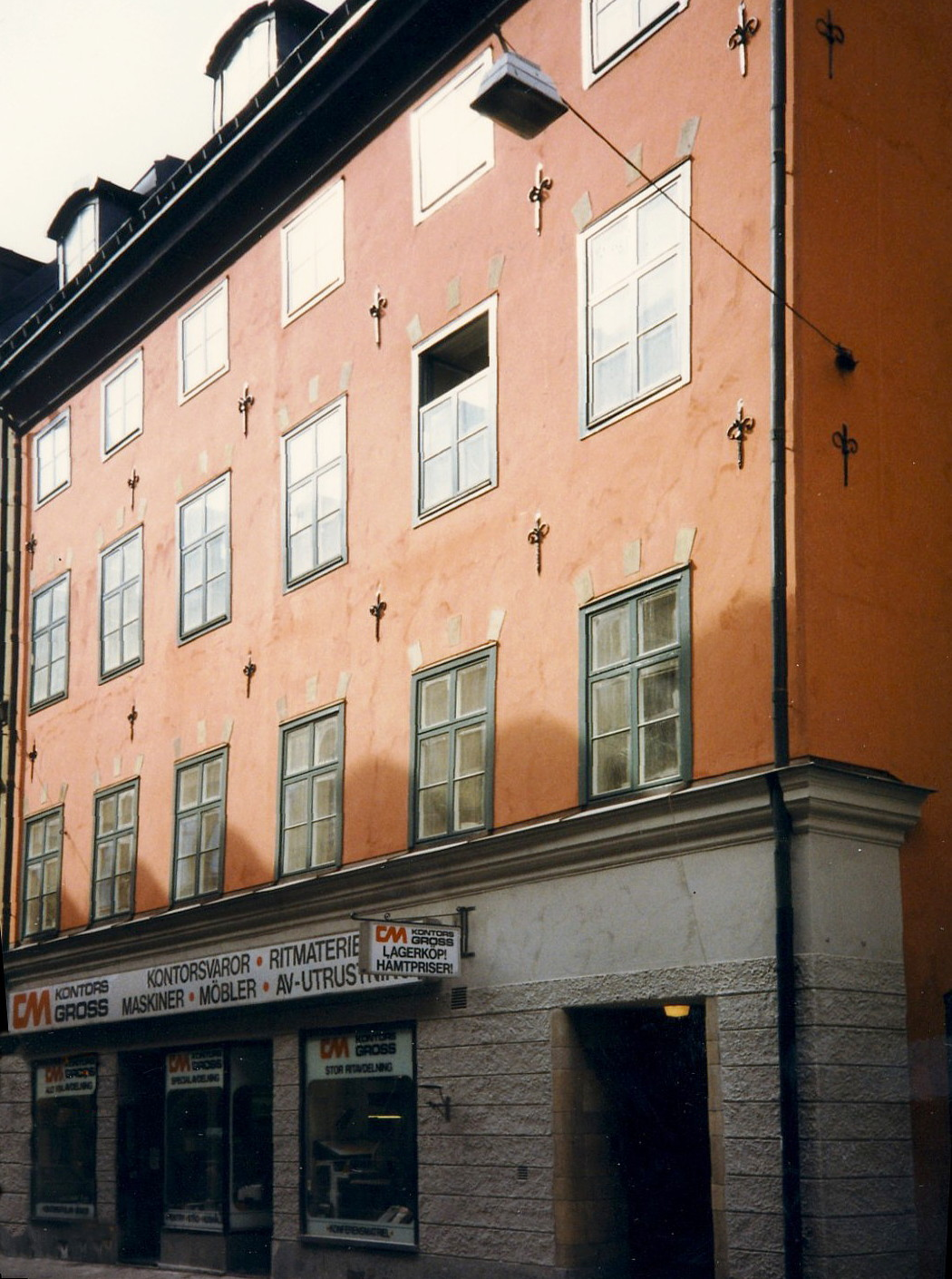
Cerberus 4, fasad mot Stora Nygatan, 1990.

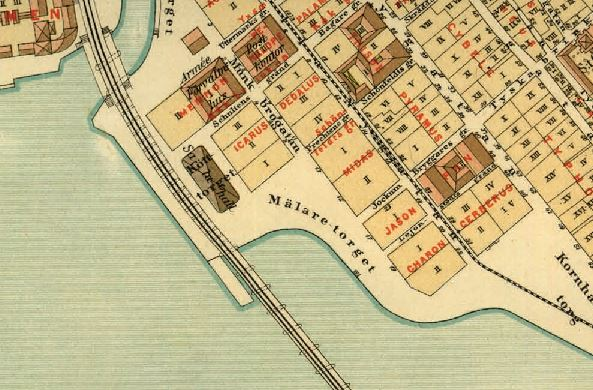
Kvarteret Cerberus m.fl. 1885.

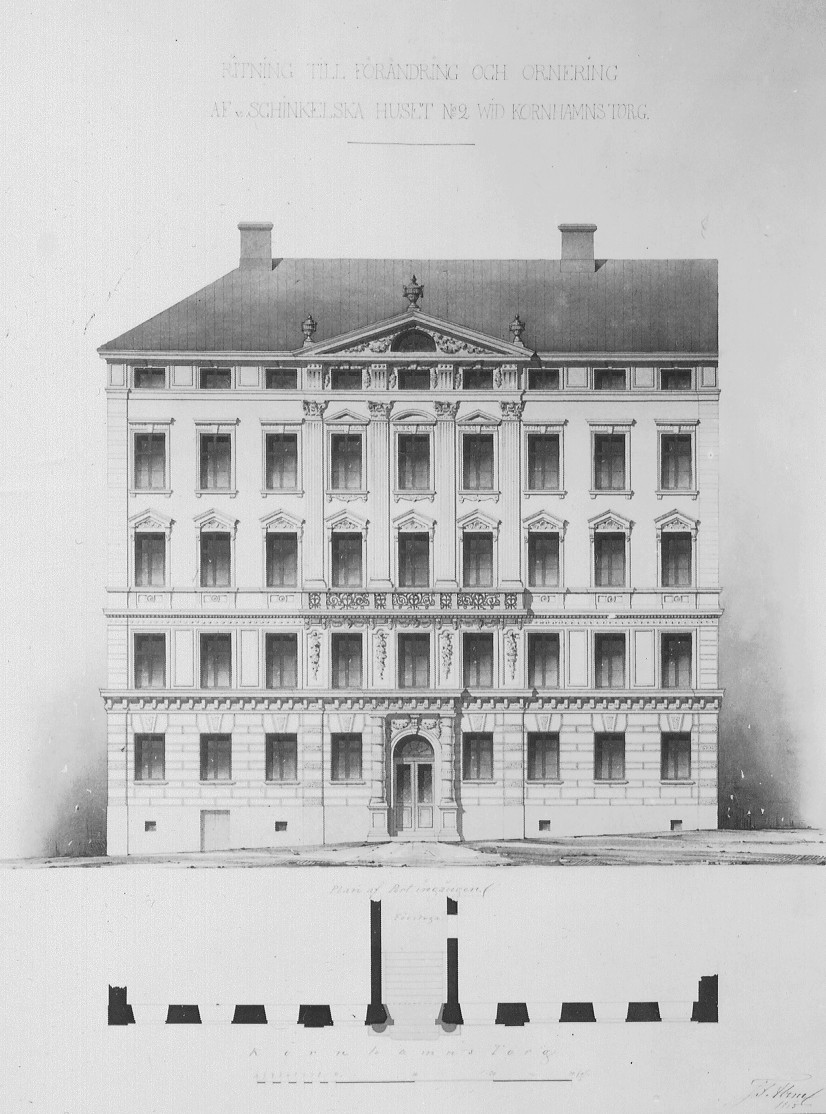
Åboms fasadritning till Schinkelska huset 1855.

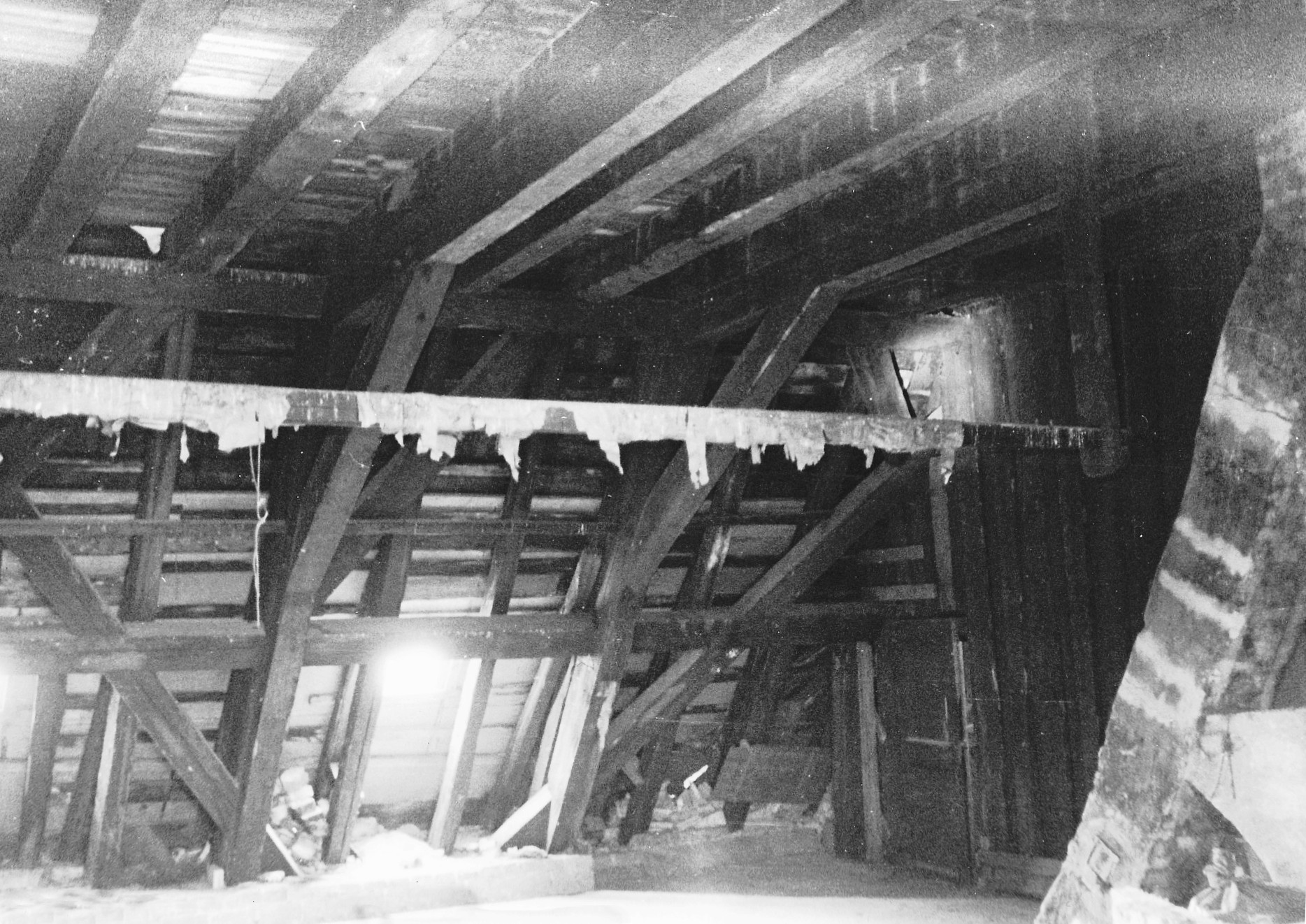
Cerberus 4, vinden från 1640-talet före ombyggnad till bostad 1980.

Kvarteret Cerberus är ett av de kvarter som skapades efter den Stora branden 1625 som utplånade Stadsholmens sydvästra delar. Här anlades från 1626 Stockholms första paradgata som då kallades Stora Konungs Gatan (nuvarande Stora Nygatan) och det sydligaste kvarteret intill Kornhamnstorg blev Cerberus. Det dröjde dock till år 1702 innan kvartersnamnet fastställdes, som då bestod av 5 fastigheter (Södra 91, Södra 92, Södra 93, Södra 117 och Södra 118).
Cerberus var tillsammans med kvarteret Castor de första kvarteren som bildades i Gamla stan. Inom kvarteret finns idag (2009) fyra fastigheter; Cerberus 1, 2, 3 och 4. Vid Lilla Nygatan finns rester av den mur kring stadskvarteren, som uppfördes i början av 1400-talet. Det intilliggande Kvarteret Pan ägdes av Anders Leijonstedt, detta förklarar namnet Leijonstedts gränd.
Fastigheten Cerberus 1 (Stora Nygatan 46 / Kornhamnstorg 2) bestod i mitten av 1600-talet av två hus. Under 1700-talet sammanbyggdes de och fick sju ingångar, vilket gav upphov till beteckningen Sju helvetes portar.
Huset i Cerberus 2 (Lilla Nygatan 27 / Kornhamnstorg 4) uppfördes 1750. Byggherren var grosshandlaren och spinnhusdirektören Jacob Buckau d.ä. eller Buchau d.ä. (1687-1755) varför byggnaden även kallas Buckauska huset. År 1855-65 byggdes huset om och fick ett nytt utseende genom arkitekt Johan Fredrik Åbom. Byggherre var Carl David Fredrik Bernhard, adlad von Schinkel (1839-1913), varför byggnaden även kallas Schinkelska huset. Fasaden är idag avskalad och enklare än på Åboms ritning från 1855. 1871 startade Stockholms handelsbank (sedermera Svenska Handelsbanken) sin verksamhet med expeditionslokal en trappa upp i huset. Lokalerna utökades och omfattade 1884 även rum två trappor upp samt i vindsvåninge och en mindre expefitionssal i bottenvåningen. Huvudkontoret flyttade 1894 till Gustav adolfs torg men banken behöll expeditionssalen i huset till 1915. Än i dag bevarar huset flera inredningsdetaljer från 1800-talets början så som dörröverstycken med skulpterat Merkuriushuvud och kentaurer, men också kassavalvet från banktiden med tillverkningssignatur Chubb's patent fireproof London.
Huset i Cerberus 4, adress Stora Nygatan 44, uppfördes under slutet av 1640-talet av en förmögen klädeshandlare. Från slutet av 1600-talet ägdes fastigheten av överpostdirektören Johan Schmedeman. År 1703 hyrde han ut de två nedersta våningarna till "Postwäsendet". Huset erbjöd “beqwämligheter till wederum för Post-Contoirets behov, samt stall för Posthästarna, och andra nödvändigheter”.  Det förblev huvudpostkontor vid Stora Konungs Gatan ända fram till 1718. 
Huset har idag bibehållit sina fyra våningar sedan ursprungstiden. Fasaderna är utförda i renässansens formspråk och avfärgade i roströd kulör. Det för 1600-talet typiska branta, plåttäckta sadeltaket i två våningar finns bevarat och är sedan 1989 utbyggt till bostad efter ritningar av FJ-Konsult. I norra gaveln (mot Leijonstads gränd) finns två stora öppningar med luckor för intag av varor på vinden. Däröver, i gavelröset, finns ankarjärn av 1600-talstyp. 